# Robert Cailliau
Robert Cailliau (Tongeren, Belgium, 1947. január 26.) belga informatikus mérnök, aki Tim Berners-Lee-vel együtt a világháló (World Wide Web) kifejlesztője.

## Élete
Robert Cailliau 1947-ben született Tongerenben (Belgium). 1958-ban szüleivel Antwerpenbe költöztek. 1969-ben mérnökként diplomázott a Genti Egyetemen, majd 1971-ben a michigani egyetemen. A belga hadseregben töltött katonai szolgálatának idején Fortran-programokkal foglalkozott a csapatok mozgásának szimulálására.
1974-től a CERN-ben dolgozott, kezdetben a protonszinkrotron gyorsítón, majd az adattároláson; amikor 1989-ben Tim Berners-Lee egy hipertext-rendszert javasolt az intézet különféle dokumentumainak tárolására, Cailliau lett a projekt egyik kulcsembere. Ebből a projektből nőtt ki a későbbi World Wide Web.